# Osni Piske
Osni Piske (Joinville, 19 de fevereiro de 1945) é um político brasileiro.
Filho de Oscar Piske e de Dora Piske. Casou com Marisa Lemke Piske, com quem teve filhos.
Nas eleições de 1982 foi candidato a deputado estadual para a Assembleia Legislativa de Santa Catarina pelo Partido Democrático Social (PDS), obtendo 15.085 votos e ficando na posição de quinto suplente, foi convocado e tomou posse na 10ª Legislatura (1983-1987).